# Gabriela Ortigoza
Gabriela Ortigoza mexikói írónő.

## Élete
Gabriela Ortigoza Mexikóban született. 1995-ben a María José című telenovella történetét adaptálta. 2003-ban a Niña amada mía című sorozat forgatókönyvét írta meg. 2011-ben a Ni contigo ni sin ti , 2012-ben a La mujer del Vendaval történetét adaptálta.

## Munkái

### Eredeti történetek
- Amor de papel (1993)
- Baila conmigo (1992) (Susan Crowleyyel)

### Adaptációk
- Hasta el fin del mundo (második rész) (2014) Eredeti történet Enrique Estevanez
- Por siempre mi amor (második rész) (2013) Eredeti történet Abel Santa Cruz és Eric Vonn
- La mujer del Vendaval (2012) Eredeti történet Camilo Hernández
- Ni contigo ni sin ti (2011) Eredeti történet Cassiano Gabus Méndez
- Juro que te amo (2008) Eredeti történet Liliana Abud
- Yo amo a Juan Querendón (2007) Eredeti történet Felipe Salmanca és Dago García
- A vadmacska új élete (Contra viento y marea) (második rész) (2005) Eredeti történet Manuel Muñoz Rico
- Apuesta por un amor (2004) Eredeti történet Bernardo Romero Pereiro
- Niña amada mía (2003) Eredeti történet César Miguel Rondón
- Por un beso (2000) Eredeti történet Inés Rodena
- Szeretni bolondulásig (Por tu amor) (1999) Eredeti történet Caridad Bravo Adams
- Camila (1998) Eredeti történet Inés Rodena
- Sin ti (1997) Eredeti történet Inés Rodena
- María José (1995) Eredeti történet Inés Rodena
- Agujetas de color de rosa (1994) Eredeti történet Susan Crowley
- Tres son peor que una (1992) film
- Alcanzar una estrella (1990) Eredeti történet Jesús Calzada
- Simplemente María (1989) Eredeti történet Celia Alcántara

### Irodalmi szerkesztések
- Carrusel (1989) (írta Ley Quintana és Valeria Phillips)
- Rosa salvaje (1987) (írta Carlos Romero és Vivian Pestalozzi)